# Rodrigo Dantas
Rodrigo Dantas (Rio de Janeiro, 13 de março de 1976) é um político brasileiro.
Formado em economia pela PUC-RJ, pós-graduado em administração pelo IBMEC, trabalhou na área de finanças em diversas empresas e bancos até 2004, quando foi convidado pelo ex-Prefeito Cesar Maia para ser Subprefeito da Zona Oeste da cidade do Rio de Janeiro.
Em 2006, concorreu a um cargo público pela primeira vez, disputando uma vaga para Deputado Estadual pelo então PFL, sendo eleito com 67.362 votos. Foi líder da oposição ao governo Sérgio Cabral Filho (PMDB) na Alerj e membro de diversas comissões permanentes da casa, entre elas a de Ética, a de Constituição e Justiça, a de Orçamento, a de Tributação e a de Economia.
Em 2008, licenciou-se do cargo de Deputado Estadual para assumir a Secretaria de Obras da Cidade do Rio de Janeiro. Como Secretário, teve sua gestão caracterizada pela defesa da sustentabilidade por ter buscado formas de combinar a preservação ambiental com a conservação e os reparos necessários em toda a cidade.
Retornou à Alerj no início de 2009 e tentou a reeleição, pelo DEM, nas eleições gerais de 2010, não tendo conseguido, com 16.617 votos.
Legisla prioritariamente nas áreas de meio ambiente, desenvolvimento econômico, educação e deficientes, além da redução de impostos e da valorização do servidor público, com atuação parlamentar voltada para o desenvolvimento da Zona Oeste do Rio de Janeiro e da economia fluminense.
Ficou marcado pelas lutas contra o Terminal Pesqueiro na Ilha do Governador, contra o Lixão em Seropédica e pela oposição ferrenha ao governador Sérgio Cabral.
É filho do ex-Deputado e ex-Secretário Eider Dantas e da professora municipal Maria Edite.